# Вестник Юго-Западной и Западной России
«Вестник Юго-Западной и Западной России» — щомісячний історико-літературний журнал. Виходив 1862–71 (до 1864 у Києві, потім — у Вільно під назвою «Вестник Западной России»). Протягом 1862–70 видавничим редактором був Ксенофонт Говорський, далі — І. Єремич. Спрямований проти національно-визвольних рухів в Україні, Білорусі, Литві та Польщі, проповідував ідеологію «самодержавства, православ'я і народності» та «єдиної та неподільної Росії». 
Виступав проти прогресивних періодичних видань, особливо «Современника» й «Основи», а також львівського журналу «Мета». Журнал був запеклим противником розвитку національних культур, заперечував самобутність української мови, вважаючи її одним із діалектів російської. Підтримував колонізаційну політику Російської імперії, проповідував асиміляцію українців і білорусів шляхом відповідної орієнтації українських та білоруських шкіл і виховання. Різко засуджував журнал «Основа» за публікацію творів Т.Шевченка та спогадів про поета, виступав проти публікації творів М.Костомарова та інших українських письменників, стверджуючи, що Микола Костомаров, Пантелеймон Куліш і «Основа» є «розповсюджувачами хохломанії» (рос. рассадниками хохломании). 
Виходячи зі своїх завдань, тенденційно підбирав, публікував і коментував документи та матеріали з історії українських та білоруських земель у складі Великого князівства Литовського та Речі Посполитої, боротьби православної церкви проти католицизму та уніатства, пам'ятки полемічної літератури (тв. І.Вишенського, І.Галятовського та ін.), розвідки про українські братства, фольклор, етнографію, історичні романи, уривки творів зарубіжних мемуаристів 15–16 ст., які описували Україну.